# دائرة سليانة الانتخابية
دائرة سليانة الانتخابية هي واحدة من 27 دائرة انتخابية تونسية.تغطي كامل أراضي ولاية سليانة.

## نتائج الانتخابات
فيما يلي نتائج انتخابات المجلس الوطني التأسيسي التونسي 2011 للدائرة الانتخابية. وتبين القائمة الأحزاب التي فازت بمقعد واحد على الأقل:
| الحزب                    | الحزب                    | الاصوات | %    | المقاعد |
| ------------------------ | ------------------------ | ------- | ---- | ------- |
|                          | حركة النهضة              | 20٬135  | 28,5 | 2       |
|                          | تيار المحبة              | 6٬229   | 8.8  | 1       |
|                          | الاتحاد الوطني الحر      | 4٬456   | 6,3  | 2       |
|                          | حزب العمال               | 3٬854   | 5,4  | 1       |
|                          | الحزب الديمقراطي التقدمي | 3٬515   | 5,2  | 1       |
| المسجلين                 | المسجلين                 | 78٬216  | 100  | 6       |
| الناخبين                 | الناخبين                 | 70٬740  |      | -       |
| الأصوات الصحيحة للقائمات | الأصوات الصحيحة للقائمات | 70٬740  | 100  | -       |
| الأوراق الملغاة والبيضاء | الأوراق الملغاة والبيضاء | 7٬476   |      | -       |

## روابط خارجية
- الموقع الرسمي لهيئة الانتخابات.